# Ed Feighan
Edward „Ed“ Farrell Feighan (* 22. Oktober 1947 in Lakewood, Ohio) ist ein US-amerikanischer Politiker der Demokratischen Partei. Vom 3. Januar 1983 bis 3. Januar 1993 war er Mitglied des Repräsentantenhauses der Vereinigten Staaten für den 19. Kongressdistrikt des Bundesstaates Ohio.

## Leben
Feighan graduierte 1965 an der St. Edwards High School im Westen von Cleveland. 1969 erhielt er den Bachelor of Arts von der Loyola University in New Orleans. Von 1973 bis 1978 saß Feighan im Repräsentantenhaus von Ohio. Während dieser Zeit studierte er Jura an der Cleveland State University. 1977 kandidierte er als Bürgermeister von Cleveland, konnte sich aber nicht gegen Dennis Kucinich durchsetzen. Zwischen 1978 und 1983 war Feighan beim Cuyahoga County beschäftigt. 1982 kandidierte er dann erfolgreich für einen Sitz im Repräsentantenhaus in Washington, D.C. Fortan vertrat er den 19. Wahlbezirk von Ohio. 1992 wurde er von seiner Partei nicht mehr nominiert. 
Nach dem Ende seiner politischen Laufbahn war Feighan in verschiedenen Positionen in der freien Wirtschaft tätig. Mittlerweile hat er sich vom öffentlichen Leben zurückgezogen. 